# Wiseman (Alaska)
Pour les articles homonymes, voir Wiseman.
Wiseman est une localité d'Alaska aux États-Unis dans la Région de recensement de Yukon-Koyukuk. En 2010, il y avait 14 habitants.

## Histoire
Elle est située au confluent de la rivière Koyokuk et de la rivière Wiseman dans la chaîne Brooks, à 418 km au nord-ouest de Fairbanks à proximité de la Dalton Highway, à 21 km au nord de Coldfoot et à 121 km au nord du cercle arctique.
Les températures hivernales peuvent atteindre −46 °C à −57 °C en janvier et février. Le soleil disparaît complètement entre le 5 décembre et le 9 janvier. Les températures les plus élevées peuvent atteindre 32 °C en été.
Wiseman était un petit campement de mineurs dans la chaîne Brooks, fondé par les prospecteurs d'or qui avaient abandonné Coldfoot aux environs de 1919. La localité, qui n'est qu'à quelques kilomètres de la Dalton Highway, n'y sera reliée par une route qu'en 1990.
Bob Marshall, qui y a séjourné en 1930, dira de Wiseman et des alentours de la rivière Koyukuk que c'est : « la plus heureuse civilisation jamais rencontrée ».

## Démographie
| 1930 | 1940 | 1990 | 2000 | 2010 | - |
| ---- | ---- | ---- | ---- | ---- | - |
| 58   | 53   | 33   | 21   | 14   | - |